# Józef Ludwik Bruski

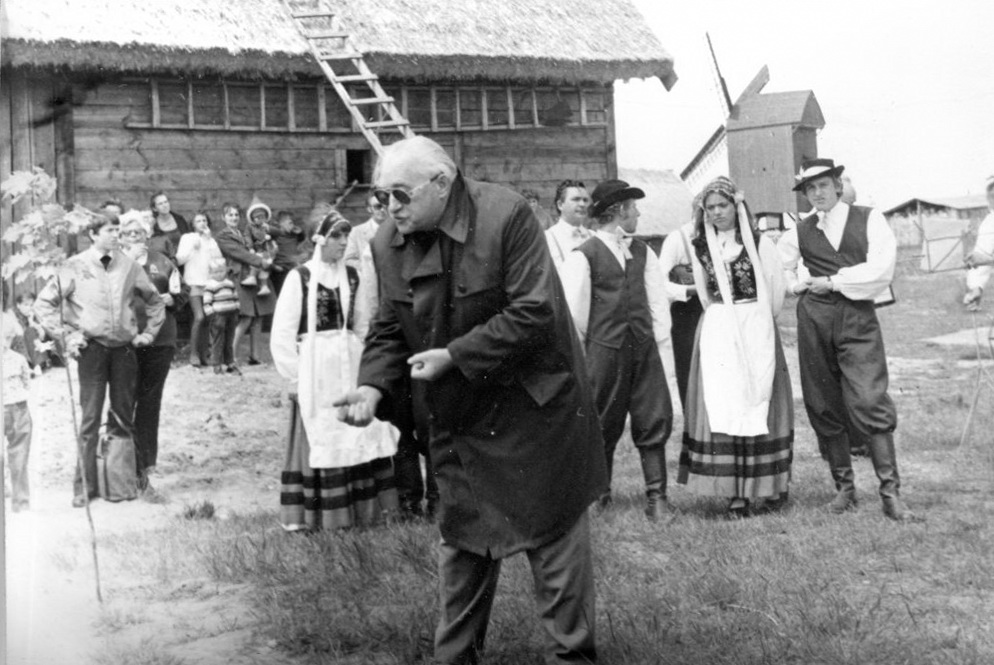
Józef Bruski podczas kaszubskiej gadki w skansenie we Wdzydzach Kiszewskich w lipcu 1973 r.

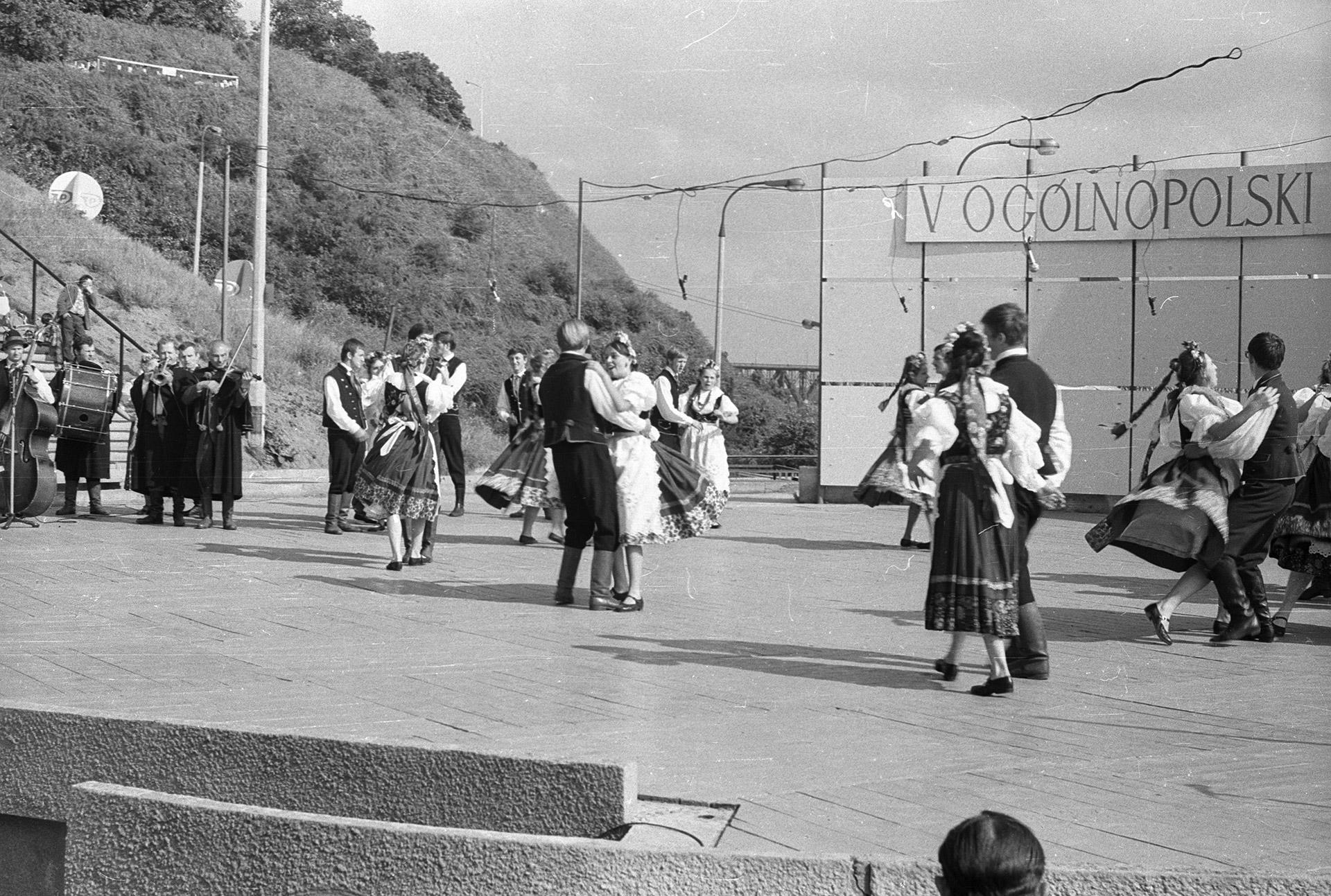
Zespół Pieśni i Tańca Kaszuby, który współtworzył Józef Bruski

Józef Ludwik Bruski (ur. 11 lutego 1908 roku w Przytarni, zm. 14 grudnia 1974 roku koło Lipnicy) – polski lekarz, żołnierz, bohater ruchu oporu,  gawędziarz kaszubski, współzałożyciel Zespołu Pieśni i Tańca Kaszuby.

## Życiorys
Urodził się w rodzinie Jana Bruskiego i Łucji Łosińskiej. Gimnazjum ukończył w Chełmnie, a służbę wojskową odbył w szkole Podchorążych Rezerwy Piechoty w Grudziądzu. Studia medyczne rozpoczął na Uniwersytecie Poznańskim, które zostały przerwane wskutek wybuchu II wojny światowej. W 1943 został wcielony do Wermachtu i skierowano go do jednostki we Francji, działał tam w zakonspirowaniu na rzecz Gryfa Pomorskiego i francuskiej partyzantki. Po zdekonspirowaniu zdezerterował i walczył w miejscowym ruchu oporu, studia medyczne ukończył w Bolonii. Po wojnie pracował w szpitalu w Chojnicach, następnie w Sławnie, był dyrektorem szpitala w Człuchowie, później pracował jako lekarz w Łęgu i Czarnej Wodzie, by ostatecznie zostać kierownikiem Ośrodka Zdrowia w Lipnicy. Przede wszystkim był znany jako wspaniały gawędziarz. Odznaczony Krzyżem Kawalerskim Orderu Odrodzenia Polski, odznaką "Zasłużony działacz kultury ". Był działaczem m.in. Chojnickiego Towarzystwa Kulturalnego oraz Zrzeszenia Kaszubsko - Pomorskiego. Zmarł w 1974 roku na skutek wypadku samochodowego w pobliżu Lipnicy. W 2001 roku odsłonięto w Robaczkowie obelisk poświęcony Józefowi Bruskiemu. W archiwum radia PiK są udostępnione audycje radiowe z udziałem Józefa Bruskiego.
15 czerwca 2025 roku zawisła Tablica pamiątkowa upamiętniająca Józefa Bruskiego na siedzibie Zaborskiego Parku Krajobrazowego w Charzykowy, postać  upamiętnili  Członkowie Chojnickiego Towarzystwa Przyjaciół Nauk 